# NGC 5073
NGC 5073 é uma galáxia espiral barrada (SBc) localizada na direcção da constelação de Virgo. Possui uma declinação de -14° 50' 47" e uma ascensão recta de 13 horas, 19 minutos e 20,8 segundos.
A galáxia NGC 5073 foi descoberta em 8 de Fevereiro de 1785 por William Herschel.